# Княжко, Милан
Милан Княжко (словац. Milan Kňažko); род. 28 августа 1945 года, Горне-Плахтинце, Чехословакия) — словацкий актёр и политик.

## Биография
По окончании обучения в строительном техникуме изучал актёрское мастерство в Братиславской высшей школе исполнительских искусств. В 1968—70 годах в качестве стипендиата обучался в Международной театральной академии в Нанси (Франция).
В 1970—1971 годах был членом Драматической труппы Театральной студии (Театр на Корзе).
С 1971 был актёром Новой сцены, с 1985 по 1989 год — актёром драматической труппы Словацкого национального театра.
С января по июнь 1990 года был деканом Театрального факультета Братиславской высшей школы исполнительских искусств.
В ноябре 2002 года стал президентом Братиславского международного кинофестиваля. С января 2003 года по февраль 2007 года был генеральным директором Телеканала JOJ. Женат третьим браком, имеет троих детей.

## Политическая карьера
В октябре 1989 года был единственным деятелем Чехословакии, отказавшимся от звания заслуженного артиста в знак несогласия с политикой тогдашнего режима. В ноябре 1989 года был участником политических событий по смене режима, стал соорганизатором приведших к падению коммунизма массовых ноябрьских митингов в Братиславе. Был советником президента ЧСФР Вацлава Гавела и одновременно членом Народной палаты Федерального собрания ЧСФР. С июня 1990 года по 28 августа 1990 года был министром международных отношений Словацкой Республики, в 1992—1993 годах — заместителем председателя правительства Словацкой Республики и министром иностранных дел Словацкой Республики. С марта 1993 по октябрь 1998 года был членом Национального совета Словацкой Республики, с 30 октября 1998 года по 15 октября 2002 года был министром культуры Словацкой Республики. Являлся соучредителем политического движения Общественность против насилия (1989) и партий Движение за демократическую Словакию (1991), Демократический союз и Словацкого христианско-демократического союза (2000).
В ноябре 2013 года Княжко выдвинул свою кандидатуру на президентские выборы 2014 года. К моменту завершения срока сдачи 15 тысяч подписей в поддержку кандидатуры Милана Княжко выступило 19 депутатов партий Обычные люди, Словацкий христианско-демократический союз — Демократическая партия и Новое большинство — Соглашение.
На выборах Княжко получил 244 401 голосов (12,86 %) и занял 4 место (в выборах участвовало 14 кандидатов).

## Фильмография
- 1965: Шериф за решёткой (Иван)
- 1968: Другого пути нет (Юрат I)
- 1971: Nevesta hôľ (лесник)
- 1972: Завтра будет поздно (капитан Ян)
- 1974: День, который не умрёт (капитан Подгорец)
- 1975: Невеста с самыми красивыми глазами (Пишта)
- 1975: Жизнь на бегу (Кукорелли)
- 1977: Русалка (принц)
- 1979: Уходи, но не прощайся (Кукорелли)
- 1980: Часы (Гевер)
- 1980: Nevěsta k zulíbání (Карол Мольнар)
- 1983: Конец одиночества фермы Берхоф (лейтенант)
- 1984: Возвращение Яна Петро (Ян Петро)
- 1984: О славе и траве (Рихтер)
- 1985: …или быть убитым (Эрнест)
- 1986: Петух не запоёт (учитель Томко)
- 1986: Papilio (Hrabě)
- 1987: Девять кругов ада (Томаш)
- 1987: Мир ни о чём не знает (Кршемен)
- 1988: Добрые голуби возвращаются (Милош Лекса)
- 1990: Только о делах семейных (майор)
- 1990: Последняя бабочка (Грубер)
- 1990: Свидетель умирающего времени (палач Мидларж)
- 2005: Бель-ами (Вальтер)
- 2005: Любовная рана
- 2006: Улица (Карел Странски)
- 2007: Хостел: Часть II (русский мафиози Саша)
- 2009: Нормальный (Питер Кюртен)